# Astropecten articulatus
étoile royale
Espèce
Synonymes
- Asterias aranciaca Gould, 1841
- Asterias articulata Say, 1825
- Astropecten buschi Müller & Troschel, 1843
- Astropecten dubius Gray, 1840
- Astropecten dubius Koehler, 1909

L'étoile royale (Astropecten articulatus) est une étoile de mer de la famille des Astropectinidae.

## Description

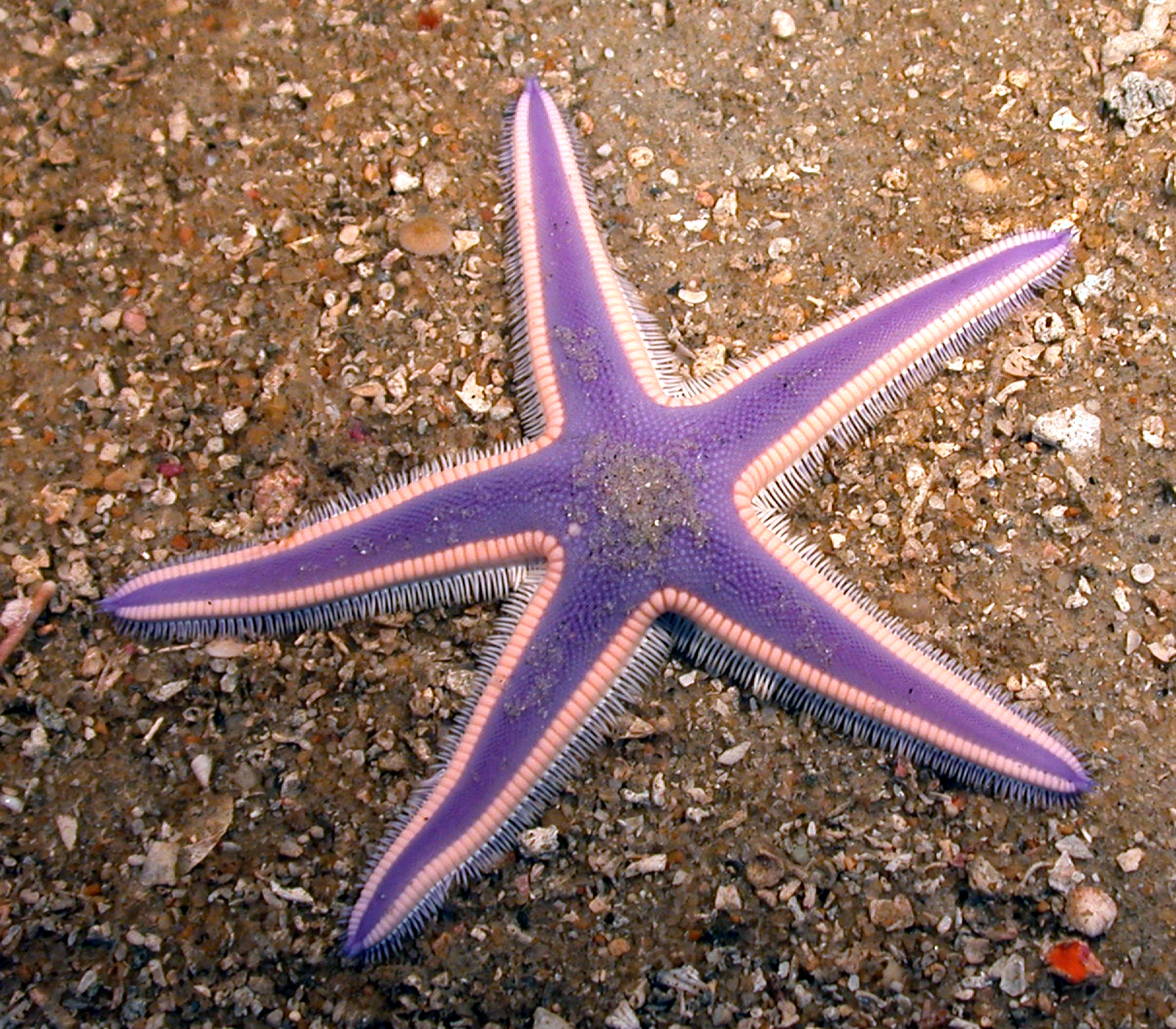
Astropecten articulatus au sud-est des États-Unis.

La face aborale  de l'étoile est plate et présente une apparence granuleuse due à ses paxilles sur son tégument, ses 5 bras triangulaires sont pourvus de plaques marginales bien visibles composées de rangées d'épines lui servant à creuser dans le sable, elle est aussi dotée d'épines inféromarginales et supéromarginales.
Observable sur sa face aborale, la plaque madréporique est de couleur orange clair, elle est reliée au système aquifère de l'étoile et contient des pores aquifères qui permettent l'entrée de l'eau de mer dans le système ambulacraire[Quoi ?] interne. Les bras peuvent atteindre 2 à 9 cm de longueur.

## Habitat et répartition
L'habitat de l'Astropecten articulatus varie entre 0 et 200 mètres de profondeur, il vit plus souvent au milieu du plateau continental entre 20 et 30 mètres.
Cette étoile se trouve à l'ouest de l'océan Atlantique, notamment à proximité de la côte Est des États-Unis, au golfe du Mexique ainsi que dans la mer des Caraïbes (Antilles comprises). C'est l'une des étoiles de mer les plus courantes des côtes sableuses du sud-est des États-Unis.

## Écologie et comportement
L'étoile royale est carnivore et se nourrit de mollusques, elle peut se servir de ses bras pour mener les proies jusqu'à sa bouche. Contrairement à d'autres étoiles de mer, elle avale sa nourriture.

## Liste des sous-espèces
Selon World Register of Marine Species (17 décembre 2015) :
- variété Astropecten articulatus var. buschi Müller & Troschel, 1843

L'ancienne sous-espèce Astropecten duplicatus (Gray, 1840) a été élevée au rang d'espèce à part entière.